# 托马什·沃考恩
托马什·沃考恩（捷克語：Tomáš Vokoun，1976年7月2日—），捷克男子冰球运动员。他曾代表捷克国家队参加2006年和2010年冬季奥林匹克运动会冰球比赛，其中2006年奥运会获得一枚铜牌。